# Thatcherisme

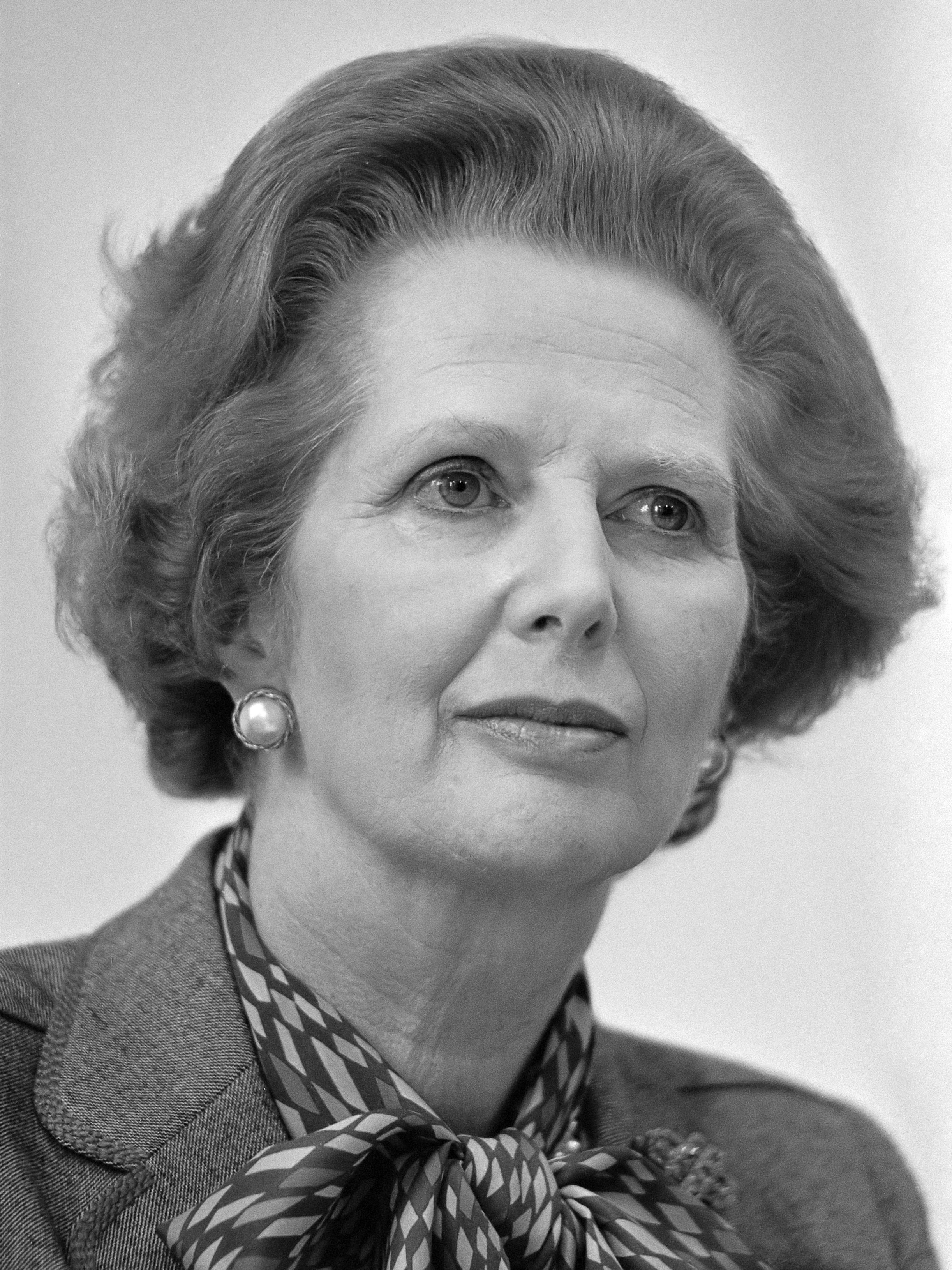
Voormalig premier van Groot-Brittannië Margaret Thatcher naar wie het thatcherisme is vernoemd.

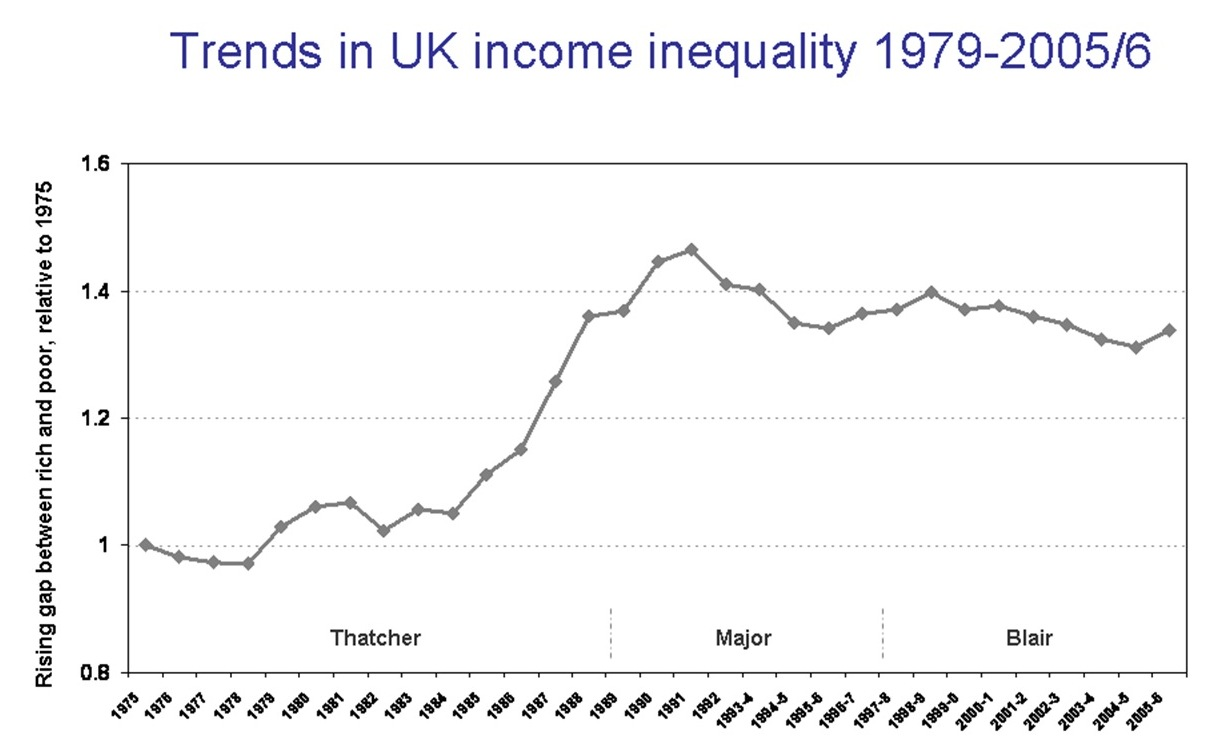
Trends in inkomensongelijkheid in VK, 1979-2006

Thatcherisme (Engels Thatcherism) is het beleid en de politieke stijl die Margaret Thatcher, premier van het Verenigd Koninkrijk van 1979 tot 1990, in haar land introduceerde. Het betreft hier geen vastomlijnde ideologie, maar eerder een politieke praktijk die elementen van traditioneel Brits conservatisme, nationalisme en (neo-)liberalisme in zich verenigde. De eerste die het thatcherisme benoemde was de socioloog Stuart Hall in het CPGB-blad Marxism Today. Volgens Hall was Thatchers boodschap niet alleen een voortzetting, feller van toon, van staand beleid van de Conservative Party, maar een nieuw fenomeen dat aansloot bij de individualistische tijdgeest. Later werd het een zelfbenoeming met positieve connotaties voor Thatcher bewonderaars, de Thatcherites.
Zowel de exacte definitie van thatcherisme als de betekenis voor de Britse geschiedenis zijn onder wetenschappers omstreden. Op het gebied van ideologie wordt thatcherisme door voormalig minister van Financiën Nigel Lawson omschreven als politiek beleid dat uitgaat van vrijemarkteconomie, lage overheidsuitgaven en belastingverlagingen, gepaard met een Brits-nationalistische boodschap. Ook het kabinet van premier Tony Blair, dat met New Labour de verkiezingen van 1997 had gewonnen, hield een aantal van Thatchers beleidspunten in stand, waaronder deregulering, privatisering van nationale industrieën, flexibilisering van de arbeidsmarkt, marginalisering van de vakbonden en verdere devolutie, overdracht van bevoegdheden naar lokale overheden. Thatcher zelf vond dat zij een libertarische beweging binnen de Conservative Party had gecreëerd.

## Thatchers nalatenschap
Thatcher had een blijvende invloed op de Britse politiek. Onder Neil Kinnock, leider van de Labour Party van 1983 tot en met 1992, schoof Labour naar de rechterkant van het politieke spectrum. Kinnock stemde grotendeels in met de economische beleidspunten van de kabinetten-Thatcher. De New Labour-kabinetten van Tony Blair en Gordon Brown worden wel omschreven als neo-Thatcherite, aangezien veel van hun economisch beleid leek op dat van Thatcher. In 2002 verklaarde Peter Mandelson, parlementslid voor de Labour Party en sterk verbonden met Tony Blair, dat we are all Thatcherites now (we nu allemaal thatcherites zijn).
In 2010 schreef Tony Blair in zijn autobiografie A Journey dat Britain needed the industrial and economic reforms of the Thatcher period. (Groot-Brittannië de industriële en economische hervormingen van de Thatcher-periode nodig had). Hij omschreef Thatchers inspanning als ideological, sometimes unnecessarily so (ideologisch, hoewel soms onnoodzakelijk). Blair zei ook dat much of what she wanted to do in the 1980s was inevitable, a consequence not of ideology but of social and economic change (veel van wat zij wilde doen onvermijdelijk was in de jaren tachtig, niet een gevolg van ideologie maar van sociale en economische veranderingen.).

## Vergelijkbare verschijnselen
Vergelijkbare begrippen zijn Reaganomics in de Verenigde Staten, economisch rationalisme in Australië en Rogernomics in Nieuw-Zeeland.